# Kommando Landstreitkräfte
Das Kommando Landstreitkräfte (Kdo. LaSK) war Führungsstab und zugleich das Führungskommando der NVA-Landstreitkräfte, einer Teilstreitkraft der NVA der DDR. Das Kommando der Landstreitkräfte übte nur im Frieden das Kommando über die Landstreitkräfte aus, da diese im Kriegsfall dem Oberkommando der vereinten Streitkräfte des Warschauer Vertrags unterstellt worden wären. Sitz des Kommandos war die heutige Henning-von-Tresckow-Kaserne bei Potsdam.

## Geschichte
Am 1. Dezember 1972 wurde unter Generalleutnant Horst Stechbarth das Kommando Landstreitkräfte als selbständiger Führungsstab und oberstes Führungskommando der Landstreitkräfte der NVA formiert. Dienstsitz war fortan die Kaserne in Wildpark Potsdam.
Mit der Außerdienststellung der NVA im Jahre 1990 wurde das Kommando Landstreitkräfte aufgelöst. Neu aufgestellt wurde zur Abwicklung und Transformation das Heereskommando Ost.
In der Kaserne ist heute das Einsatzführungskommando der Bundeswehr stationiert.

## Führung und Organisation

### Führung
Das Kdo. LaSK führte die unterstellten Führungskommandos, Verbände, Truppenteile und Einheiten der NVA-Landstreitkräfte lageabhängig und einsatzbedingt von Geltow oder Feldführungstellen.

### Kommandierende Generale auch Chefs Kdo. LaSK
| Dienstgrad, Name                   | Dienstzeit                             | Bemerkung                                |
| ---------------------------------- | -------------------------------------- | ---------------------------------------- |
| GenLtn Horst Stechbarth            | 1. Dezember 1972 bis 31. Dezember 1989 | ab 1. März 1976 GenOberst                |
| GenLtn Horst Skerra                | 1. Januar 1990 bis 14. September 1990  | ab 30. September 1990 a. D.              |
| Generalmajor Hans-Christian Reiche | 15. September 1990 bis 2. Oktober 1990 | letzter Stv. Minister und Chef Kdo. LaSK |

Anmerkung:
Der kommandierende General führte seine Stellvertreter unmittelbar und direkt. Zudem verfügte er über einen Militärrat des Kommandos LaSK, ein beratendes Gremium aller seiner Stellvertreter.

### Organisation
Das Kdo. LaSK bestand aus nachstehenden Org-Einheiten:
Stellvertreter des Ministers und Chef LaSK (Drei-Sterne-General / OF-8) mit Leitungsbereich und Militärberater der sowjetischen Streitkräfte (OF-8)
Stellvertreter des Chefs LaSK und Chef der Politischen Verwaltung (Zwei-Sterne-General / OF-7) mit
- drei Abteilungen einschließlich Chef PKK, ZPL, Spez-Propaganda und Politabtlg. Kdo. LaSK

Stellvertreter des Chefs LaSK und Chef Ausbildung (OF-7)
Stellvertreter des Chefs LaSK und Chef des Stabes (OF-7)  mit
- Stv. CS und Chef Operativ (Einsterngeneral / OF-6)  mit
  - Abteilung 1
  - Abteilung 2
- Stv. CS und Chef Allgemeine Aufgaben (OF-5) mit
  - WSB-40 mit (Instandsetzung-Versorgungskompanie(IVK),1.+ 2. Wachkompanie, Kfz-Kompanie), der Druckerei-40, Wartungseinheit-40 (WE-40) der Militärstreifenausbildungskompanie und Gästehaus
- Chef Kader (OF-5)
- Chef Organisation/Auffüllung (OF-5) mit
  - Abteilung Organisation
  - Abteilung Auffüllung
- Chef Aufklärung (OF-5)
- Chef Raketentruppen und Artillerie
- Chef Nachrichten (OF-5)
  - Abteilungen 1, 2 und 8. UA
- Chef Militärwissenschaft (MiWi) (OF-5)
- Chef Chemische Dienste (CD) (OF-5)
- Verwaltung 2000 (OF-4): hier die Unterabteilung für den Stab des Kommandos LaSK

Chef Mot.-Schützen (OF-6)
Chef Panzer (OF-6)
Chef Allgemein-Militärische Ausbildung und Schulen (AMAS) (OF-6)
- Stabsabteilung 1: Allgemeinmilitärische Ausbildung
- Stabsabteilung 2: Schulen

Chef Armeefliegerkräfte (OF-5)
Chef Luftlandetruppen (OF-5)
Chef Funktechnische Truppe (FuTT) (OF-5)
Chef Truppenluftabwehr (TLA) (OF-5)
Stellvertreter des Chefs LaSK und Chef Rückwärtige Dienste (RD) (OF-7) mit
- Stv. Chef und Stabschef RD (OF-6)
- Chef Militärmedizinischer Dienst (OF-5)
- Chef Pionierwesen (OF-5)
- Chef Militärbauwesen Unterbringung (MBU) (OF-5)
- Chef Militärtransportwesen (MTW) (OF-5)
- Chef Bekleidung und Ausrüstung (BA) (OF-5)
- Chef Waffentechnischer Dienst (WTD) bis 15. Juli 1983
- Chef Kfz-Dienst (KfzD) (OF-5) bis 15. Juli 1983

Stellvertreter des Chefs LaSK und Chef Technik und Bewaffnung (wurde am 15. Juli 1983 geschaffen) (OF-7)  mit
- Stv. Chef und Stabschef Technik und Bewaffnung (TB) (OF-5)
- Chef Panzerdienst (PzD)
- Chef Kfz-Dienst (KfzD)
- Chef Rak.-Waffentechn. Dienst (RWTD)
- Chef Instandsetzung

Militärstaatsanwalt (OF-5)
Verwaltung 2000 (OF-5): hier die Abteilung für die Teilstreitkraft LaSK

### Weitere Generale Kdo. LaSK
| Name               | Dienstgrad      | Dienststellung | Bemerkung                          |
| ------------------ | --------------- | --- | ---------------------------------- |
| Bormann, Günther   | GenLtn          | Chef Raketentruppen und Artillerie                                                                                 | 1972 bis 1987                      |
| Engelhardt, Lothar | Generalmajor    | Chef Aufklärung Stv. Chef des Stabes für op. Arbeit Stv. Chef LaSK und Chef des Stabes                             | 1984 bis 1989                      |
| Gerloff, Heinz     | Generalmajor    | Stv. Chef LaSK und Chef des Stabes                                                                                 |                                    |
| Großer, Roland     | Generalmajor    | Chef Raketentruppen und Artillerie Stv. Chef LaSK und Chef des Stabes                                              |                                    |
| Gruschke, Wolfgang | Generalmajor    | Stv. des Chef der Politischen Verwaltung der LaSK für Instruktion/Organisation Leiter für Staatsbürgerliche Arbeit | 1. Mai 1990 bis 8. Aug. 1990       |
| Handke, Heinz      | GenLtn          | Stv. Chef LaSK für Ausbildung Stv. Chef LaSK und Chef des Stabes                                                   |                                    |
| Kleffel, Harry     | Generalmajor    | Stv. Chef LaSK und Chef Rückwärtige Dienste KdO. LaSK                                                              | 1973 bis 1978                      |
| Kopetz, Günther    | Generalmajor    | Stv. Chef LaSK und Chef Rückwärtige Dienste                                                                        |                                    |
| Link, Gerhard      | Generalleutnant | Stv. Chef LaSK Chef Rückwärtige Dienste KdO. LaSK                                                                  | 1983 bis 1990                      |
| Peter, Fritz       | Generalmajor    | Stv. Chef LaSK Chef des Stabes KdO. LaSK                                                                           | 1972 bis 1976                      |
| Rothe, Werner      | Generalmajor    | Stv. Chef LaSK Chef des Stabes KdO. LaSK                                                                           |                                    |
| Winter, Klaus      | Generalmajor    | Stv. Chef LaSK für Ausbildung                                                                                      | 1. April 1978 bis 30. Sept. 1990   |
| Winter, Werner     | Generalmajor    | Stv. Chef LaSK für Ausbildung                                                                                      |                                    |
| Zander, Horst      | GenLtn          | Stv. Chef LaSK Chef Technik und Bewaffnung                                                                         | Stelle am 15. Juli 1983 geschaffen |
| Zaroba, Werner     | Generalmajor    | Stv. Chef Raketentruppen und Artillerie und Stabschef                                                              |                                    |

## Unterstellte Verbände, Truppenteile und Einheiten
Dem Kdo. LaSK unterstanden:
- Kdo. Militärbezirk III mit Führungsstab
- Kdo. Militärbezirk V mit Führungsstab
- Militärtechnische Schule der Landstreitkräfte „Erich Habersaath“ (MTS der LaSK)
- Offiziershochschule der Landstreitkräfte „Ernst Thälmann“ (OHS der LaSK)
- Offiziershochschule für ausländische Militärkader „Otto Winzer“ (OHS für AMK)
- 40. Artilleriebrigade (40. ABr)
- Luftsturmregiment 40  (LStR-40)
- Ausbildungs-Technisches Zentrum 40 (ATZ-40)
- Fallschirmjägerausbildungsbasis 40 (FJABas-40)
- Fla-Raketenausbildungszentrum 40 (FRAZ-40)
- Geschoßwerferabteilung 40 (GeWA-40)
- Ingenieurbaubataillon 40 (IBB-40)
- Nachrichtenbataillon 40 (NB-40)
- Pionierbaubataillon 40 (PiBB-40)
- Wach- und Sicherstellungsbataillon 40 (WSB-40)
- Militärstreifenausbildungskompanie 40 (MStAK)
- Wartungseinheit 40 (WE-40)
- Wasserübungsplatz (WüP)
- Rechenzentrum 40 (RZ-40)
- Druckerei 40
- Kurier- und Nachrichtenzentrale 40 (KNZ-40)
- Stabsmusikkorps
- Haus der Armee (HDA) Löbau
- Haus der Armee (HDA) Prora
- Haus der Armee (HDA) Zittau

## Kriegsfall
Im Kriegsfall war die Umunterstellung der Mehrzahl der Verbände, Truppenteile und Einrichtungen in die 3. Armee und 5. Armee und damit in die 1. Front (unter sowjetisches Oberkommando) vorgesehen. Zudem wären ausgewählte Offiziere des Führungsstabes in das Vereinte Oberkommando des Warschauer Vertrags gewechselt.
Führungspersonal wurde ebenfalls für die im Mobilisierungsfall aufzustellenden Verbände vorgehalten bzw. für den Hauptgefechtsstand im Bunkeranlage Kurfürst in der heutigen Henning-von-Tresckow-Kaserne (Großer Entenfängerberg/Geltow) und den Ausweichgefechtsstand (Blankenfelde/Mahlow) – für die sogenannte Besondere Berliner Gruppierung – vorgesehen. Dort waren u. a. der Einsatz Stv. Chef LaSK und Chef des Stabes nebst Stellvertretern festgelegt. Der Hauptauftrag dieser Gruppierung war der Einsatz gegen Berlin (West), die Zerschlagung der dort stationierten westalliierten Streitkräfte und die anschließende Besetzung der Stadt.
Bestand der „Besonderen Berliner Gruppierung“
- 1. motorisierte Schützendivision
- selbständige 6. Garde-Mot. Schützenbrigade der GSSD
- ein Battl. Luftsturmregiment 40
- 40. Artilleriebrigade (40. ABr)
- Sturmpionierbataillon 21 und 22
- WSB-40 und NaB-40
- Grenzkommando Mitte und Grenzregiment 5
- Jagdfliegergeschwader 8 (JG-8)
- Teile / Transporthubschraubergeschwader 34 (THG-34)
- Reserve und Verstärkung:
  - Kampfgruppenbataillone I-IV Potsdam
  - Kampfgruppenbataillone I-IV Berlin
  - Volkspolizei-Bereitschaften 18 und 19 Basdorf

## Auflösung des Kdo. LaSK
Mit der Auflösung der NVA am 2. Oktober 1990 wurde das Kommando LaSK aufgelöst. Rechtsnachfolger wurde das Bundeswehrkommando Ost.